# غربة (السياني)

تعديل مصدري - تعديل

غربة هي إحدى قرى عزلة العربيين بمديرية السياني التابعة لمحافظة إب، بلغ تعداد سكانها 249 نسمة حسب تعداد اليمن لعام 2004.